# Yves Sahinguvu
Yves Sahinguvu, né le 20 décembre 1949, est un homme politique burundais.

## Biographie
Il est deuxième vice-président de la République de 2007 à 2010.